# Diego Pozo
Diego Raúl Pozo (ur. 16 lutego 1978 w Mendozie) – argentyński trener piłkarski, a wcześniej piłkarz występujący na pozycji bramkarza. Od 2019 pierwszy trener klubu Gimnasia y Esgrima Mendoza, grającego w Primera B Nacional.

## Kariera klubowa
Pozo jest wychowankiem drugoligowego Godoy Cruz, gdzie przez 10 lat był podstawowym golkiperem drużyny. Po wywalczeniu z nią awansu do pierwszej ligi został zakupiony przez stołeczny Huracán. Po upływie roku na krótko przeniósł się do Talleres, a później został zawodnikiem Instituto. W 2008 roku przeszedł do Colónu z siedzibą w Santa Fe.

## Kariera reprezentacyjna
Diego Pozo zadebiutował w dorosłej reprezentacji Argentyny 20 maja 2009, kiedy to złożona wyłącznie z piłkarzy grających w lidze argentyńskiej drużyna wygrała 3:1 w sparingu z Panamą. W marcu 2010 znalazł się w szerokiej kadrze Argentyny na Mundial 2010.

### Statystyki reprezentacyjne
| Reprezentacja | Rok  | Mecze | Gole |
| ------------- | ---- | ----- | ---- |
| Argentyna     | 2010 | 1     | 0    |
| Argentyna     | 2009 | 2     | 0    |

Ostatnia aktualizacja: 20 maja 2010.